# Павлина Павлова
Павлина Петрова Павлова е българска поетеса и белетристка.

## Биография
Павлина Павлова е родена на 16 април 1949 г. в Павликени. Завършва гимназия в Горна Оряховица и политикономия във Висшия икономически институт „Карл Маркс“ (днес Университет за национално и световно стопанство). Още като студентка започва да сътрудничи на Радио София със свои стихове, документални разкази, очерци и репортажи.
На 16 април 1970 г. за пръв път от националния ефир прозвучава цикъл с нейни стихотворения „Пътека за зората“ в изпълнение на Мария Русалиева. Запознава се със своя бъдещ съпруг Петър Ненов Петров.
През 1979 г. в издателство „Народна младеж“ („Библиотека „Смяна“) излиза книга, озаглавена: „Петима млади поети. Стихове“ с творби на млади поети, сред които е и тя.
В периода 1990 – 1992 г. Павлина Павлова е секретар на директора на Радио България, но в същото време води радиопредаване Сигнал по програма „Христо Ботев“, участва в създаването и издаването на вестниците „Интелект“ и първия вестник за българските роми – „Циганите“.
Съучредител е на Съюза на независимите български писатели (и член на Управителния му съвет), на Съюза на свободните писатели (и съпредседател с ресор „Белетристика“), на Отворено писателско общество „Балкански Декамерон“ с председател Йосиф Петров, на Сдружение „Виенски клуб“ към Посолството на Австрия в София. Била е член на Дамски литературен салон „Евгения Марс“.
През януари 1993 г. напуска Националното радио и учредява собствена рекламна агенция, която през 1997 г. става член на Световната асоциация на рекламните агенции (IAA), както и на Европейската асоциация на рекламните агенции. От 2014 г. агенцията не е действаща. 
Член е на Съюза на българските писатели, на Съюза на българските журналисти, на ЛИГА НА БЪЛГАРСКИТЕ ПИСАТЕЛИ В САЩ И ПО СВЕТА, на Отворено писателско общество „Балкански Декамерон“, на Академията за европейска култура „Орфеева лира“, на Световната асоциация на писателите криминалисти „AIEP“ и на УС Фондация „Българско слово“ .
Включена е в справочниците „Кой кой е в България?“ (1998 г.) на ИК „Труд“ и „Кой кой е?“ на „IBC“ Cambridge – Англия, в енциклопедиите „Бележити български жени“ (2009 г.) и „Българска журналистическа енциклопедия“ (2010).

## Творчество
Павлина Павлова е авторка на проза и поезия за деца и възрастни, на афоризми.
Първите ѝ стихотворения, писани през ученическите ѝ години, са в класически стих. По време на следването си, поезията на Артур Лундквист ѝ поялиява и тя започва да твори в бели стихове, но без да изоставя класическия стих. Докато ръководи Литературната школа при Централния дворец на пионерите, а по-късно – Националния дворец на децата, Павлина Павлова започва да твори стихосбирки в стихотворни техники, съдържащи нетрадиционни за българската поезия през този период форми като: рондо, терцина, епод, Спенсърова строфа, газела, триолет, александрин . Издава също сонети и сонетен венец , рубаи .
През 2006 г. излиза първият ѝ роман на историческа тематика – „Земя под гривите на ветровете“. След това написва романи, отразяващи прехода на България , криминални романи, приключенски, фентъзи, романи за деца, книги с приказки, с афоризми, без да спира да пише поезия. След 2008 г. твори на историческа тематика. 

## Книги
Авторка е на 69 книги (поезия и проза – към 2022 г.).

## Награди и отличия
- 2018 г. – Национална литературна награда „Проф. Димитър Димов“ за цялостно творчество в областта на белетристиката.[5][25]
- 2014 г. – Първа награда „Атанас Мандаджиев“ за криминалния ѝ роман „Убийства в Златната подкова“.[26]
- 2013 г. – Национална литературна награда „Калина Малина“ за цялостно творчество за деца.[2]
- 2009 г. – "Златно перо" от Съюза на българските журналисти за приноса към българската култура във връзка с Деня на българската просвета и култура и на славянската писменост.
- 1995 г. – Европейска награда за поезия от Центъра за Европейски култура „Алдо Моро“, Италия, под егидата на Съвета на Европа, Европейската асоциация на учителите и редица културни институци.[27]

Критични оценки за нейното творчество дават Яко Молхов, Божанка Константинова; Александър Геров,
Евтим Евтимов, Марин Кадиев, Пенчо Чернаев и др.